# Rainer Hasler
Rainer Hasler (Vaduz, 2 luglio 1958 – 29 ottobre 2014) è stato un calciatore liechtensteinese, di ruolo terzino destro.
Nel novembre 2003 è stato inserito nel giubileo UEFA dalla Federazione calcistica del Liechtenstein, che l'ha scelto come proprio miglior giocatore dell'ultimo mezzo secolo.
È scomparso nel 2014 all'età di 56 anni dopo una lunga malattia.

## Palmarès
- Campionato svizzero: 1

Servette: 1984-1985
- Coppa Svizzera: 1

Servette: 1984